# Australoheros ykeregua
Australoheros ykeregua es una especie de pez que integra el género Australoheros de la familia Cichlidae en el orden de los Perciformes. Es un endemismo de algunos tributarios del río Uruguay en el extremo nordeste de la Argentina.

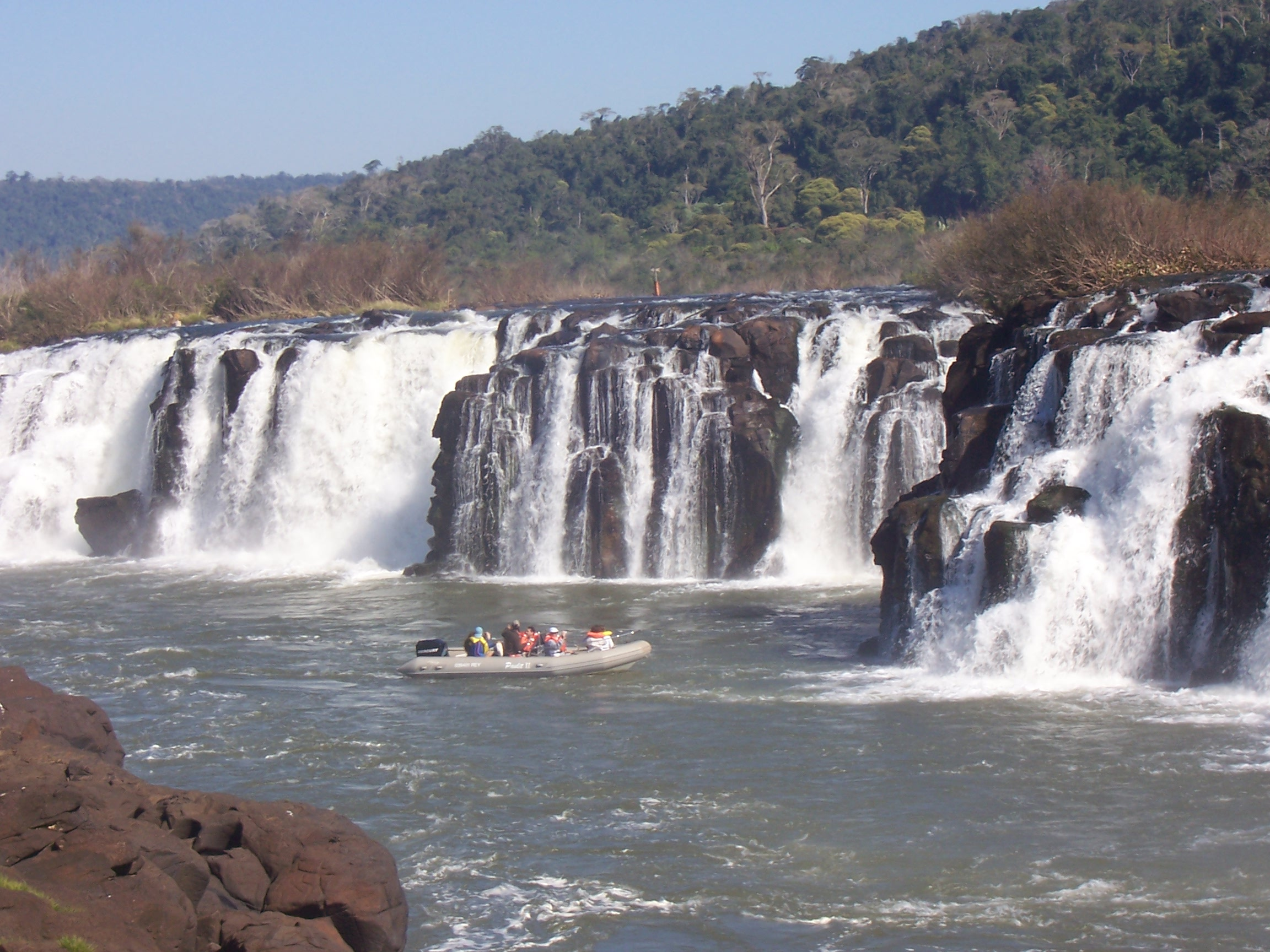
Los saltos del Moconá, sobre el alto río Uruguay, Misiones, Argentina; constituyen el límite entre esta especie y su especie hermana: A. forquilha.

## Distribución geográfica
Este pez habita en el centro-este de América del Sur, en el noreste de la Argentina, específicamente en el noreste de la provincia de Misiones, en tributarios pertenecientes a la cuenca del río Uruguay, todos desembocando aguas abajo de los saltos del Moconá, siendo colectada en los siguientes cursos fluviales: arroyo Paraíso, arroyo Fortaleza, arroyo Guerrero, arroyo Yangaí o arroyo Pindaití, arroyo Tamandúa, río El Soberbio, etc.

## Taxonomía y características
Australoheros ykeregua fue descrita para la ciencia en el año 2011, por los ictiólogos Oldrich Rícan, Lubomír Piálek, Adriana Almirón y Jorge Casciotta.
El ejemplar holotipo es el: MACN-ict 9467. Su longitud estándar es de 102 mm. La localidad tipo es: Argentina, Misiones, cuenca del Uruguay arroyo Paraíso (o canal Muerto), 27°14′15.1″ S 54°2′38.5″ O. Fue capturado en diciembre de 2007, por Oldrich Rícan y otros.
Etimología
La etimología de su nombre genérico Australoheros deriva de la palabra latina australis en el sentido de 'sur', y el nombre nominal 'héroe', de la tribu Heroini. El término específico proviene de la palabra en idioma guaraní: ykeregua que significa 'vecino', en relación con el hecho de que A. ykeregua y A. forquilha han sido previamente tratadas como dos morfotipos conespecíficos que viven en la misma cuenca del río Uruguay, aunque no simpátricamente.